# Семениха (Калузька область)
Семениха (рос. Семениха) — присілок в Мещовському районі Калузької області Російської Федерації.
Населення становить 28 осіб. Входить до складу муніципального утворення Селище Молодіжний.

## Історія
Від 2004 року входить до складу муніципального утворення Селище Молодіжний.

## Населення
| 2002 | 2010 |
| ---- | ---- |
| 6    | ↗28  |